# Аметхі (округ)
Аметхі — округ у штаті Уттар-Прадеш, Індія. Площа округу становить 3063 км², а населення 2549935 осіб. 

## Міста
- Аметхі
- Ґауріґандж
- Джаґдішпур
- Джайс
- Мусафіркхана